# Fläckebo landskommun
Fläckebo landskommun var en kommun i Västmanlands län.

## Administrativ historik
Kommunen bildades 1863 i Fläckebo socken i Norrbo härad i Västmanland. 
Vid kommunreformen 1952 inkorporerades kommunen i Västerfärnebo landskommun.

## Politik

### Mandatfördelning i Fläckebo landskommun 1946
| 6 | 10 | 4 |

| 20 |